# Varanus telenesetes
Varanus telenesetes är en ödleart som beskrevs av Robert Sprackland 1991. Varanus telenesetes ingår i släktet Varanus och familjen Varanidae. IUCN kategoriserar arten globalt som otillräckligt studerad. Inga underarter finns listade i Catalogue of Life.
Arten förekommer endemisk på ön Rossel  som ligger öster om Nya Guinea. Honor lägger ägg.